# Ples

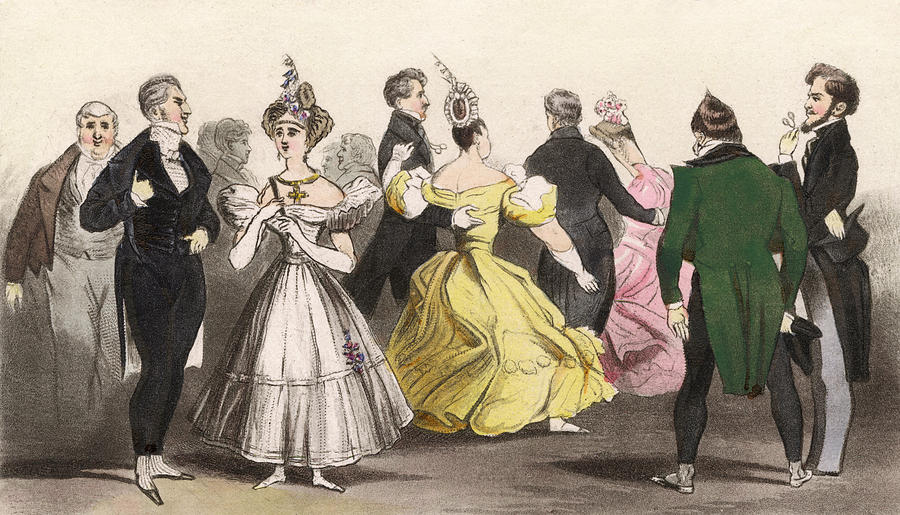
Ples

Ples je společenská událost obvykle slavnostní povahy, která je spojena se společenským tancem za zvuků taneční hudby. Tato událost mimo jiné umožňuje vzájemné setkávání lidí, kteří by se jinak pravděpodobně nikdy nesetkali. Plesy bývaly v minulosti především výsadou vyššího stavu, tedy šlechty. V průběhu 19. století se plesy postupně staly (ostatně tak jako mnoho jiných původně šlechtických výsad) běžnou součástí tehdejší měšťanské společnosti, v té době byly takovéto lidové plesy označovány slovem bál. Pořádaly je obvykle různé občanské spolky nebo profesní a stavovská společenstva (cechy) apod.
Vzhledem k slavnostní povaze události je obvykle nutné, aby lidé na plese byli oděni ve vhodném společenském oděvu (společenské šaty, plesové šaty).
Zvláštní kategorii pak tvoří maškarní ples (maškarní bál), kdy lidé na plese mohou být v přestrojení nebo mohou užívat karnevalové masky apod.
V dnešní době plesy pořádají různé společenské instituce a organizace, zejména pak spolky a školy. Střední školy obvykle pořádají každoročně maturitní ples na památku ukončení středoškolského studia, plesy často pořádají i vysoké školy.